# Josef Valentin Zlobický
Josef Valentin Zlobický (14. února 1743 Velehrad – 24. března  1810 Vídeň) byl rakouský právník, překladatel do češtiny a jazykovědec, učitel češtiny na Tereziánské vojenské akademii ve Vídeňském Novém Městě (1773–1775) a první profesor českého jazyka a literatury na Vídeňské univerzitě (od roku 1775). Vídeňská univerzita byla prvním vysokoškolským bohemistickým pracovištěm vůbec. Zlobický tam vytvořil sbírku vzácných knih a rukopisů.
Zlobický svou intervencí u rakouského císaře přispěl k udělení koncese vlasteneckému divadlu Bouda.
Z právnických spisů přeložil do češtiny například Všeobecný řád soudní (vydáno česky roku 1781) a Všeobecná práva městská (první díl ve Vídni roku 1787).